# Antigua casa de socorro de El Molinillo
La antigua casa de socorro de El Molinillo es un edificio del distrito Centro de Málaga (España). Se trata de una obra de 1918, atribuida al arquitecto Fernando Guerrero Strachan.
Situado en el barrio de El Molinillo, es muy similar en cuanto a tipología y estilística a la antigua casa de socorro de La Trinidad, situada al otro lado del río Guadalmedina. Combina distintos materiales, texturas y cromatismo, que le confieren un aire regionalista. Fue concebido como establecimiento sanitario y benéfico y en la actualidad sirve como centro para personas mayores.